# Kisima (Same)
Kisima ist ein Verwaltungsbezirk (Ward) des Distrikts Same in der tansanischen Region Kilimandscharo.

## Geografie
Kisima liegt im Nordosten von Tansania südöstlich der Distrikthauptstadt Same und knapp 100 Kilometer Luftlinie südsüdöstlich der Regionshauptstadt Moshi am westlichen Abhang des Pare-Gebirges. Der Bezirk grenzt im Norden und im Osten an Vumari, im Süden an Mwembe, im Westen an Stesheni und im Nordwesten an den Bezirk Same. Bei der Volkszählung 2022 lebten 15.037 Menschen in 4110 Haushalten auf einer Fläche von 20 Quadratkilometern.

## Gliederung
Der Bezirk besteht aus fünf Orten (Kitongoji):
- Kisima
- Majevu
- Mikuyuni
- Mbuyuni
- Kandoto

## Wirtschaft und Infrastruktur
- Bildung: Im Bezirk befinden sich vier weiterführende Schulen.[8] Die Kibacha Secondary School ist eine staatliche Schule für Mädchen und Burschen.[9] Die Joachim Boys Secondary School ist eine christliche Knabenschule mit einer Ausbildung bis zur 4. Stufe.[10] Nur Mädchen nimmt die Kandoto Girls Science Secondary School auf. Nach ihrem Motto „Wissenschaft für nachhaltige Entwicklung“ sind Naturwissenschaften ein Schwerpunkt.[11] Von der katholischen Diözese Same betrieben wird die Mother Teresa of Calcuta Girls' Secondary School, die Mädchen bis zur 4. Stufe ausbildet.[12]
- Gesundheit: Das Distriktkrankenhaus von Same befindet sich in Kisima.[13]